# Скрадник (Јосипдол)
Скрадник је насељено место у саставу општине Јосипдол у Карловачкој жупанији, Република Хрватска.

## Историја
До територијалне реорганизације у Хрватској налазио се у саставу старе општине Огулин.

## Становништво
На попису становништва 2011. године, Скрадник је имао 399 становника.

## Попис 1991.
На попису становништва 1991. године, насељено место Скрадник је имало 389 становника, следећег националног састава:
| Попис 1991.‍ | Попис 1991.‍ | Попис 1991.‍ | Попис 1991.‍ | Попис 1991.‍ |
| ----------- | ----------- | ----------- | ----------- | ----------- |
|             |             |             |             |             |
| Хрвати      | Хрвати      |             | 366         | 94,08%      |
| Срби        | Срби        |             | 9           | 2,31%       |
| непознато   | непознато   |             | 14          | 3,59%       |
| укупно: 389 |             |             |             |             |